# Phanxicô Vương Học Minh
Phanxicô Vương Học Minh (tiếng Trung: 王学明, Francis Wang Xue-ming; 1910-1997) là một giám mục người Trung Quốc của Giáo hội Công giáo Rôma. Ông từng đảm nhận trọng trách Tổng giám mục chính tòa Tổng giáo phận Tuy Viễn, thuộc Khu tự trị Nội Mông Cổ, Trung Quốc từ năm 1951 đến năm 1997.

## Tiểu sử
Tổng giám mục Vương Học Minh sinh ngày 2 tháng 10 năm 1910 tại đặc kỳ Dalat, thành phố Ordos, Khu tự trị Nội Mông. Sau quá trình tu học, ông được thụ phong chức linh mục ngày 28 tháng 7 năm 1935, khi mới 24 tuổi.
Ngày 19 tháng 8 năm 1951, Tòa Thánh loan tin bổ nhiệm linh mục Phanxicô Vương Học Minh làm Tổng giám mục chính tòa Tổng giáo phận Tuy Viễn. Lễ tấn phong giám mục diễn ra đơn giản vào ngày 7 tháng 10 sau đó, hàng giám mục hiện diện tại buổi lễ duy nhất có một giám mục Chủ phong Louis Morel, C.I.C.M. nguyên Tổng giám mục chính tòa Tuy Viễn.
Chính quyền Trung Quốc nhiều lần bắt giam ông trong giai đoạn 1955-1957. Trong Cách mạng Văn hóa, ông cùng nhiều tu sĩ bị gửi đến các trại cải tạo lao động. Mãi đến thập niên 1980, khi chính quyền Trung Quốc cởi mở hơn với tôn giáo, ông trở lại hoạt động mục vụ cùng với sự ủng hộ to lớn của các tín đồ.
Ông cũng nhận lời tham gia Hội Công giáo Yêu nước Trung Quốc và được bầu làm Phó chủ tịch Giám mục đoàn Công giáo Trung Quốc khi tổ chức này được thành lập vào năm 1980. Ông cũng được bầu làm Ủy viên của Hội nghị Hiệp thương Chính trị Nhân dân Trung Quốc.
Ngày 10 tháng 2 năm 1997, Tổng giám mục Vương Học Minh qua đời, thọ 87 tuổi.